# Panchlora moxa
Panchlora moxa är en kackerlacksart som beskrevs av Henri Saussure 1862. Panchlora moxa ingår i släktet Panchlora och familjen jättekackerlackor. Inga underarter finns listade i Catalogue of Life.